# Lucikî, Kobeleakî
Lucikî (în ucraineană Лучки) este localitatea de reședință a comunei Lucikî din raionul Kobeleakî, regiunea Poltava, Ucraina.

## Demografie
Componența lingvistică a localității Lucikî
     Ucraineană (96,68%)
     Rusă (2,62%)
     Alte limbi (0,52%)
Conform recensământului din 2001, majoritatea populației localității Lucikî era vorbitoare de ucraineană (96,68%), existând în minoritate și vorbitori de rusă (2,62%).